# Douglas Flint

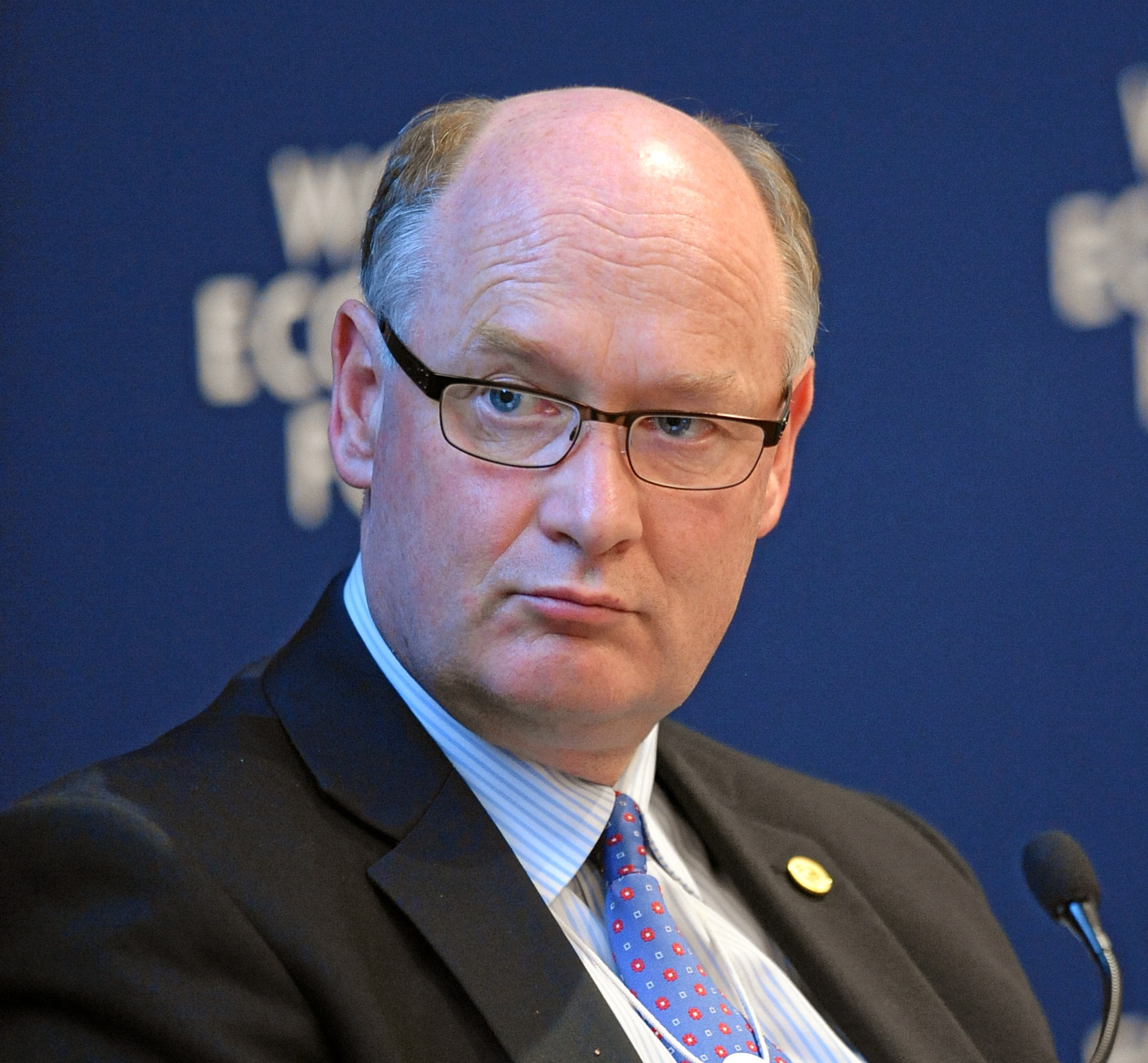
Flint während des WEFs 2012

Sir Douglas Flint, CBE (* 8. Juli 1955 in Glasgow) ist ein britischer Manager und Bankier.
Flint studierte Wirtschaftswissenschaften an der University of Glasgow. Nach seinem Studium war er für das Unternehmen Peat Marwick Mitchell & Co. (heute:KPMG) tätig. Im Juni 2006 wurde er als Commander in den Order of the British Empire aufgenommen. Ende 2010 wurde Flint zum Vorsitzenden des Bankkonzerns HSBC berufen. 2015 nahm er an der 63. Bilderberg-Konferenz in Telfs-Buchen in Österreich teil.
2018 wurde er zum Knight Bachelor („Sir“) geschlagen.